# The Lady of Rage
Робин Иветта Аллен (англ. Robin Yvette Allen; род. 	11 июля 1970, Фармвилл, Виргиния), больше известная под псевдонимом The Lady of Rage — американская рэп-исполнительница и актриса. Получила известность благодаря сотрудничеству с рэперами лейбла Death Row Records, включая Dr. Dre и Snoop Dogg. Во многом рэперша запомнилась благодаря своим хардкорным хип-хоп-записям, многие называли её самой виртуозной женщиной MC.
Несмотря на продолжительную карьеру, дебютный сольный альбом Necessary Roughness вышел только в июне 1997 года, он остаётся единственным студийным альбомом рэперши и доныне.

## Дискография
Студийные альбомы
- Necessary Roughness (1997)

Микстейпы
- VA 2 LA (2005)

## Фильмография
Телевидение
- «Шоу Стива Харви» (1997-2000)
- «Кенан и Кел» (1999)

Кино
- «Гонка» (1998)
- «Следующая пятница» (2000)
- «Жизнь головореза» (2001)
- «Откровение головореза» (2005)
- «Жизнь после камеры смертников» (2006)